# Сінт-Уденроде
Сінт-Ауденроде (нід. Sint-Oedenrode) — місто на півдні Нідерландів, у провінції Північний Брабант. 1 січня 2017 року Сінт-Ауденроде, разом з Вегел і Схейндел, об'єдналися в новий муніципалітет під назвою Меєрайстад, утворивши найбільший за площею муніципалітет провінції Північний Брабант (у 2019 році муніципалітет Альтена перевищив ций показник).